# Hawke Bay
Hawke Bay ist eine Bucht auf der Ostseite der Nordinsel Neuseelands. Ihre größte Ausdehnung von 100 Kilometern reicht von der Māhia Peninsula im Nordosten bis nach Cape Kidnappers im Südwesten. Die meisten Flüsse der Region Hawke’s Bay führen ihr Wasser zur Bucht und damit in den Pazifischen Ozean.

## Geschichte
Kapitän James Cook segelte mit seinem Segelschiff HMS Endeavour am 12. Oktober 1769 in die Bucht und erkundete die Umgebung. Drei Tage später benannte er die Bucht nach Sir Edward Hawke, dem Ersten Lord der Admiralität (1710–1781). Während die eigentliche Bucht den Namen Hawke Bay trägt, heißt die sie umgebende Region Hawke’s Bay. Diese umfasst neben der Küstenlinie auch weitere Teile im Landesinneren bis einschließlich der Kaweka Range.
1931 waren die Bucht und die angrenzenden Heretaunga Plains Schauplatz des starken Hawke’s-Bay-Erdbebens, welches Teile der Küstenlinie neu formte.

## Geographie
Wegen der Gebirgsketten, die quer durch die Insel führen und den nördlichen Rand der Bucht streifen, werden die Küstenlinien immer weiter verengt und zurückgedrängt. Die Bucht besteht hauptsächlich aus tafelartigen Plateaus, die zum Teil in steilabfallenden Klippen im Meer enden oder an den Sandstränden auslaufen.
Die kleine Stadt Wairoa, Sitz des Wairoa District Councils, befindet sich am nördlichen Ende der Bucht bei der Mündung des Wairoa River und dessen Flutebenen. Die Hafenstadt Napier liegt auf der gegenüberliegenden Seite unweit des südlichen Endes, nahe den gemeinsamen Flutebenen von Tutaekuri, Ngaruroro und Clive River.